# Radio Tropical Latina
Radio Tropical Latina (también conocida por su acrónimo RTL) es una estación radial chilena fundada en la ciudad de Curicó, Chile.
Su frecuencia está ubicada en el 95.5 MHz del dial FM en Curicó y seis repetidoras en la zona costera (99.3 MHz en Licantén, 99.7 MHz en Vichuquén, 95.7 MHz en Constitución y 100.9 MHz en Curepto), además de filiales en el 93.7 MHz en San Fernando, 95.3 MHz en Linares, 103.7 MHz en Cauquenes, 89.1 MHz en Paredones, y 1450 kHz en Curicó.

## Historia
Radio Tropical Latina nace el 1 de mayo de 2004 en la ciudad de Curicó a través de la frecuencia 95.5 MHz con una programación de música tropical, latina y ranchera con las noticias locales.
En un principio emitía en toda la provincia de Curicó y alrededores, y también se escuchaba en varias partes de la Provincia de Colchagua, por lo tanto en 2006 RTL inaugura su segunda frecuencia en la comuna de San Fernando a través del 93.7 MHz. Un par de años después esta emisora empezaba a emitir programas independientes para San Fernando y alrededores.
En el año 2008, RTL inaugura otra frecuencia en la zona costera, el 99.3 MHz para Vichuquén, cubriendo esta comuna y otros sectores, en diciembre RTL inaugura su cuarta frecuencia en el popular balneario de Iloca a través del 98.5 MHz, un mes después consiguen cubrir toda la provincia con su quinta frecuencia a través del 99.7 MHz para Licantén.
El año 2010, fue la primera radio curicana en el aire tras el Terremoto de Chile de 2010, reiniciando sus transmisiones tan solo 27 minutos después del mega-sismo.
En 2012, inaugura tres nuevas frecuencias: 95.3 MHz en Linares; 910 kHz en Talca y 1450 kHz en Curicó (esta última a través del AM), frecuencia de la histórica Radio Libertad AM.
En 2015 se dispone a inaugurar dos nuevas frecuencias en la región del Maule: 103.7 MHz en Cauquenes y 95.7 MHz en Constitución, cubriendo de forma efectiva las cuatro provincias de la Región del Maule.
En 2016, inaugura una nueva frecuencia en Paredones, Región del Libertador General Bernardo O'Higgins a través del 89.1 MHz.

## Eslóganes
- 2004 a 2006: Liderando Sintonía
- 2006 a la actualidad: La Radio que alegra tu Vida
- Verano 2009: La Radio oficial del verano 2009
- 2009: La radio N°1 de la zona centro sur del país
- 2009 a 2010: La Radio de Provincia N°1 en el año del Bicentenario
- 2017: 13 años alegrando tu vida!